# Regionalliga Nord
De Regionalliga Nord is een semi-professionele Duitse voetbalklasse, waaraan voetbalclubs uit de noordelijke helft van Duitsland deelnemen. In de huidige Regionalliga Nord is promotie mogelijk naar de 3. Liga, degradatie naar de Oberliga. Naast eerste elftallen spelen ook enkele reserveteams van topclubs mee.

## Geschiedenis
Tot 1963 waren de Oberliga's de hoogste klasse in het Duitse voetbal. In dat jaar werd de Bundesliga ingevoerd. De oude Oberliga's werden hernoemd naar Regionalliga's, en werden het tweede niveau. De Regionalliga Nord werd een van de vijf Regionalliga's. Deze indeling bleef tot 1974 van kracht.
In 1974, bij de invoering van de 2. Bundesliga, verdween de naam Regionalliga weer. In 1994 werden echter opnieuw twee Regionalliga's ingesteld: Nord en Süd. Deze waren bedoeld om het gat tussen de landelijke tweede Bundesliga en de toen 10 regionale Oberliga's te dichten. Deze nieuwe Regionalliga's vormden toen het derde niveau.
In 2008 werd de 3. Liga ingevoerd. Tegelijkertijd kwam er een derde Regionalliga bij: West. De Regionalliga Nord werd daarmee een van de drie klassen op het vierde niveau.
Vanaf het seizoen 2012-2013 zijn er 5 Regionalliga's.

## Kampioenen
- 1963/64: FC St. Pauli
- 1964/65: Holstein Kiel
- 1965/66: FC St. Pauli
- 1966/67: SV Arminia Hannover
- 1967/68: SV Arminia Hannover
- 1968/69: VfL Osnabrück
- 1969/70: VfL Osnabrück
- 1970/71: VfL Osnabrück
- 1971/72: FC St. Pauli
- 1972/73: FC St. Pauli
- 1973/74: Eintracht Braunschweig
- 1994/95: VfB Lübeck
- 1995/96: VfB Oldenburg
- 1996/97: Hannover 96
- 1997/98: Hannover 96
- 1998/99: VfL Osnabrück
- 1999/2000: VfL Osnabrück
- 2000/01: 1. FC Union Berlin
- 2001/02: VfB Lübeck
- 2002/03: FC Erzgebirge Aue
- 2003/04: Rot-Weiss Essen
- 2004/05: Eintracht Braunschweig
- 2005/06: Rot-Weiss Essen
- 2006/07: FC St. Pauli
- 2007/08: Rot Weiss Ahlen
- 2008/09: Holstein Kiel
- 2009/10: SV Babelsberg 03
- 2010/11: Chemnitzer FC
- 2011/12: Hallescher FC
- 2012/13: Holstein Kiel
- 2013/14: VfL Wolfsburg II
- 2014/15: Werder Bremen II
- 2015/16: VfL Wolfsburg II
- 2016/17: SV Meppen
- 2017/18: SC Weiche Flensburg 08
- 2018/19: VfL Wolfsburg II
- 2019/20: VfB Lübeck
- 2020/21: Seizoen per 2-11-2020 afgebroken vanwege coronapandemie
- 2021/22: VfB Oldenburg
- 2022/23: VfB Lübeck
- 2023/24: Hannover 96 II
- 2024/25: TSV Havelse

## Eeuwige ranglijst

### 1963-1974
Tijdens de periode 1963-1974 was de Regionalliga Nord een van de vijf tweede divisies.
| Club                      | /11 | Seizoenen (1963-1974) |
| ------------------------- | --- | --------------------- |
| FC St. Pauli              | 11  | 1963-1974             |
| SV Arminia Hannover       | 11  | 1963-1974             |
| Holstein Kiel             | 11  | 1963-1974             |
| VfL Osnabrück             | 11  | 1963-1974             |
| VfL Wolfsburg             | 11  | 1963-1974             |
| TuS Bremerhaven 93        | 11  | 1963-1974             |
| VfB Lübeck                | 11  | 1963-1974             |
| VfB Oldenburg             | 10  | 1963-1971, 1972-1974  |
| 1. SC Göttingen 05        | 10  | 1964-1974             |
| HSV Barmbek-Uhlenhorst    | 9   | 1963-1964, 1966-1974  |
| Itzehoer SV               | 9   | 1965-1974             |
| SC Concordia Hamburg      | 8   | 1963-1970, 1973-1974  |
| ASV Bergedorf 85          | 7   | 1963-1970             |
| 1. FC Phönix Lübeck       | 7   | 1967-1974             |
| Altonaer FC 1893          | 5   | 1963-1968             |
| SC Sperber Hamburg        | 5   | 1966-1969, 1970-1972  |
| TuS Celle                 | 5   | 1968-1973             |
| Heider SV                 | 5   | 1968-1969, 1970-1974  |
| TSR Olympia Wilhelmshaven | 5   | 1969-1974             |
| VfV Hildesheim            | 4   | 1963-1967             |
| Leu Braunschweig          | 4   | 1969-1973             |
| SC Victoria Hamburg       | 3   | 1963-1966             |
| SV Friedrichsort          | 3   | 1963-1966             |
| SV Meppen                 | 3   | 1970-1971, 1972-1974  |
| OSV Hannover              | 3   | 1971-1974             |
| VfR Neumünster            | 2   | 1963-1965             |
| Bremer SV                 | 2   | 1965-1967             |
| VfR 1907 Harburg          | 1   | 1964-1965             |
| VfL Pinneberg             | 1   | 1973-1974             |
| Hannover 96               | 1   | 1963-1964             |
| VfL Oldenburg             | 1   | 1963-1964             |
| TuS Haste 01              | 1   | 1967-1968             |
| Eintracht Braunschweig    | 1   | 1973-1974             |
| Polizei SV Bremen         | 1   | 1971-1972             |

## Zie verder
- Regionalliga Nordost
- Regionalliga West
- Regionalliga Südwest
- Regionalliga Bayern

Bremer SV ·
SV Drochtersen/Assel ·
Werder Bremen II ·
BSV Kickers Emden ·
SC Weiche Flensburg 08 ·
Hamburger SV II ·
TSV Havelse ·
SSV Jeddeloh ·
Holstein Kiel II ·
TuS Blau-Weiß Lohne ·
1. FC Phönix Lübeck ·
VfB Lübeck ·
SV Meppen ·
Eintracht Norderstedt ·
VfB Oldenburg ·
FC St. Pauli II ·
FC Teutonia Ottensen · 
SV Todesfelde
Betaald voetbal: Bundesliga · 2. Bundesliga · 3. Liga · Regionalliga Nord · Regionalliga Nordost · Regionalliga West ·  Regionalliga Südwest · Regionalliga Bayern

Bekervoetbal: DFB-Pokal · Ligapokal · DFB-Supercup · DFB Hallen Pokal

Amateurvoetbal · Duitse voetbalbond · Nationaal elftal · Bondscoaches